# Orientalistik
Die Orientalistik (auch Orientwissenschaft(en)) ist eine wissenschaftliche Disziplin, die sich mit dem Studium der Sprachen sowie der geistigen und materiellen Kultur des Orients in seiner ursprünglichen, das gesamte Asien und angrenzende Gebiete umfassenden, Bedeutung beschäftigt.

## Geschichte
Im Jahr 1700 wurde in Paris die von Jesuiten geführte École des jeunes de langues gegründet. Als akademische Disziplin wurde die Orientalistik 1795 mit der Errichtung der École spéciale des langues orientales in Paris begründet. Hier lehrte Silvestre de Sacy (1758–1838), der die Entwicklung der Orientalistik maßgeblich beeinflusste.
1845 wurde in Deutschland die Deutsche Morgenländische Gesellschaft gegründet, die sich bis heute dem Studium Asiens, Afrikas und Ozeaniens widmet. Herausragende deutsche Orientalisten waren Heinrich Leberecht Fleischer, Gustav Flügel, Wilhelm Gesenius, Theodor Nöldeke, Carl Brockelmann, Heinrich Ewald, Julius Wellhausen, August Dillmann, Enno Littmann und Friedrich Delitzsch. Carl Heinrich Becker befasste sich seit 1908 im Kolonialinstitut mit den muslimischen deutschen Kolonien. Nach dem Nationalsozialismus (Deutsche Orientalistik in der Zeit des Nationalsozialismus) musste die deutsche Orientalistik nach 1945 neu aufgebaut werden. Bedeutend in der Nachkriegszeit waren Rudi Paret, Hans Wehr, Franz Babinger, Bertold Spuler, Ernst Kühnel und Franz Taeschner.
1754 wurde in Wien die von Jesuiten geführte Orientalische Akademie gegründet. Der Begründer der wissenschaftlichen Orientalistik in Österreich war Joseph von Hammer-Purgstall. Das Institut für Orientalistik in Wien besteht seit dem Jahr 1886.
In Großbritannien gründete William Jones 1784 die Asiatic Society of Bengal. Von 1800 bis 1854 erforschte das Fort William College in Kalkutta die wichtigsten Sprachen Indiens. 1823 wurde in London die Royal Asiatic Society gegründet, sie gab ab 1834 die Fachzeitschrift Journal heraus. Arabisch, Persisch und Türkisch wurden überwiegend in Cambridge, Oxford und Edinburgh gelehrt. Edward William Lane hat sich um die frühe Arabistik verdient gemacht. Nach dem Ersten Weltkrieg entstand die London School of Oriental Studies, die nach dem Zweiten Weltkrieg in London School of Oriental and African Studies umbenannt wurde.
Disziplinen der Orientalistik, die teilweise über sie hinausreichen, sind beispielsweise die Assyriologie, die Iranistik, die Turkologie, die Osmanistik, die Semitistik (Hebraistik und Arabistik), aber auch die Judaistik und Islamwissenschaft. Im weiteren Sinne werden auch die Ägyptologie, die Koptologie sowie die Afrikanistik dazu gerechnet.
Ein japanisches Gegenstück hatte die Orientalistik mit Rangaku.

## Kritik
Die Orientalistik des 19. Jahrhunderts spiegelte die damals vorherrschenden Geisteshaltungen wider. Religion, Rasse und Sprache hatten einen überragenden Stellenwert, während technologische, wirtschaftliche und soziale Faktoren vernachlässigt wurden. Die Rassentheorie deutete die islamische Geschichte als einen Rassenkampf zwischen Semiten und Indo-Europäern. Eine auf Wilhelm von Humboldt zurückgehende und später als Sapir-Whorf-Hypothese entwickelte Ansicht war, dass Sprachen wie Arabisch oder semitische Sprachen allgemein gewisse kulturelle Eigenschaften der Sprecher bedingten.
Eurozentrische Konzepte wie die „Rätselhaftigkeit des Orients“ (beispielsweise durch Übersetzungen von Antoine Gallands Übersetzung von 1001 Nacht) oder die „Rückständigkeit des Islams“ wurden aus dem europäischen Kolonialismus übernommen.

## Sieh auch
- Orientalismus